# Parafia Najświętszego Imienia Maryi w Kamesznicy
Parafia Najświętszego Imienia Maryi w Kamesznicy – parafia rzymskokatolicka znajdująca się w Kamesznicy. Należy do dekanatu Milówka diecezji bielsko-żywieckiej.
Na terenie parafii znajduje się zabytkowa kaplica pw. Matki Bożej Szkaplerznej.

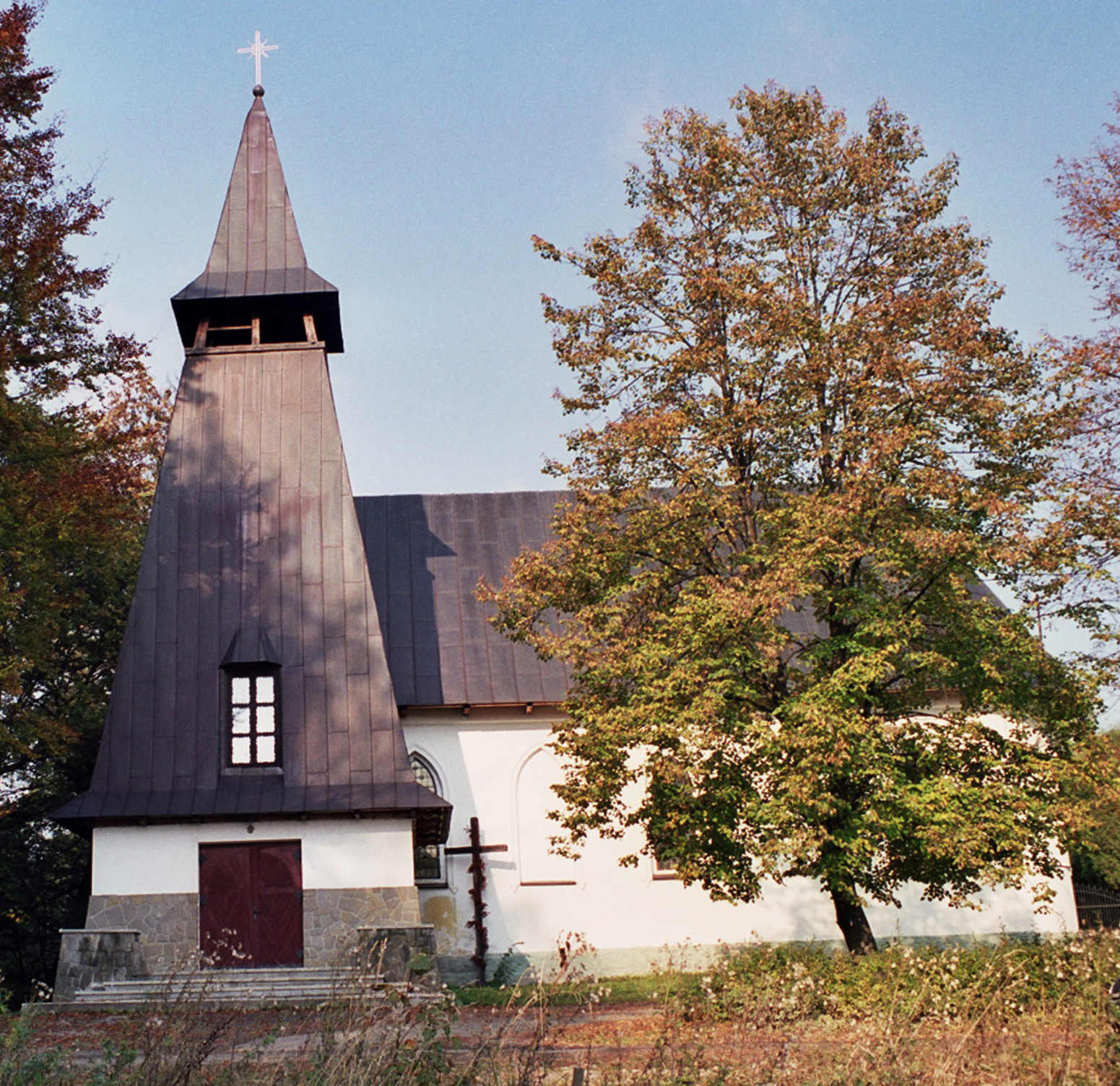
Kaplica Matki Bożej Szkaplerznej